# 쿠웨이트의 코로나19 범유행

다음은 쿠웨이트의 코로나19 범유행 현황에 대한 설명이다.

## 배경
세계보건기구(WHO)는 12일 2019년 12월 31일 처음 WHO의 주목을 받았던 중화인민공화국 후베이성 우한시의 한 집단에서 신종 코로나바이러스가 호흡기 질환의 원인임을 확인했다. 이 군단은 처음에 우한화난수산물도매시장과 연결되어 있었다. 그러나 실험실 확정 결과가 나온 그 첫 사례들 중 일부는 시장과 연관성이 없었고, 전염병의 근원은 알려져 있지 않다.
2003년 사스와 달리 COVID-19의 경우 치명률은 훨씬 낮았지만, 총 사망자 수가 상당할 정도로 감염 경로는 훨씬 더 컸다. COVID-19는 전형적으로 약 7일 정도의 독감과 유사한 증상을 보이며, 그 후 일부 사람들은 병원에 입원해야 하는 바이러스성 폐렴의 증상으로 발전한다. 3월 19일부터 COVID-19는 더 이상 "높은 결과 감염병"으로 분류되지 않았다.

## 대응
3월 13일 모든 상업 항공편이 운항을 중단했는데, 화물 항공편은 예외였다. 3월 12일부터 4월 24일까지 공휴일이 선포되었으며, 4월 26일 재개될 예정이다. 일부 가게들은 문을 닫았고, 식당들에 대한 제한도 내려졌다. 당국은 "사원의 문은 닫혀 있을 것"이라며 이슬람사원에서 기도할 수 없도록 한 파트와를 거론하며 사람들에게 금요일 기도를 위해 집에 머물 것을 요청했다. 3월 1일부터 3월 12일까지 수업이 중단되어 3월 29일까지, 이후 8월 4일까지 수업이 연장되었다.
비자는 부분적으로 중단되었고, 특정 고위험 국가에서 온 모든 입국자에게 필요한 격리 조치가 취해졌다. 다른 나라에서 쿠웨이트 국제공항에 도착하려면 14일 동안 자체 검문해야 했다. 이라크와 사우디아라비아와의 국경은 폐쇄되었다.